# Cacaomot
De cacaomot (Ephestia elutella) is een nachtvlinder uit de familie Pyralidae, de snuitmotten.
De spanwijdte van de cacaomot bedraagt tussen de 14 en 20 millimeter. De soort overwintert meestal als rups. De soort kent een wereldwijde verspreiding.

## Rups
De rups van de cacaomot is polyfaag en leeft van allerlei opgeslagen plantaardig materiaal, vooral cacao en tabak, maar ook van meelproducten. De vlinder kan zich ontwikkelen tot een plaag.

## Voorkomen in Nederland en België
De cacaomot is in Nederland en in België een vrij algemene soort. De soort vliegt van eind april tot in oktober. De meeste waarnemingen worden binnen gedaan, bij voorraden.